# Dicnemon robbinsii
Dicnemon robbinsii är en bladmossart som beskrevs av Bruce H. Allen 1987. Dicnemon robbinsii ingår i släktet Dicnemon och familjen Dicnemonaceae. Inga underarter finns listade i Catalogue of Life.